# Шарль Кро
Шарль Кро (фр. Charles Cros; 1 жовтня 1842, Фабрезан, Франція — 9 серпня 1888, Париж, Франція) — французький поет і винахідник. Кро був відомим поетом і жартівливим письменником. Як винахідник, його цікавили галузі передачі графіки за допомогою телеграфу та кольорова фотографія, але він, мабуть, найбільш відомий тим, що був першою людиною, яка задумала метод відтворення записаного звуку, винахід, який він назвав палеофоном.

## Життєпис
Шарль Кро народився 1 жовтня 1842 в місті Фабрезан (департамент Од) на півдні Франції, у великій і заможній родині. У Шарля було два старших брата — Антуан, який став лікарем, і Анрі, покликанням якого стала скульптура. З дитинства Кро пробував себе в різних царинах знань — вивчав стародавні мови, потім став брати уроки музики і малювання, незабаром взявся за вивчення медицини і теології. Але згодом навчання йому набридло, і він з головою поринув у богемне життя, підтримуваний своїми братами, які теж були не проти взяти участь у гуляннях аристократичної молоді. У цей момент він знайомиться з дівчиною, якій не судилося стати його дружиною, але з якою буде пов'язана велика частина його життя, — Ніною де Віяр.
Нескінченні святкування, сидіння в шинках принесли йому славу гульвіси, легковажного шансоньє, але все ж талановитого літератора. В якийсь момент його нестримна пристрасть охолола, і він захоплюється наукою, якою займається з самого дитинства. Багато часу він приділяє роботі над кольоровою фотографією. У 1867 році Кро на Всесвітній виставці в Парижі демонстрував уже автоматичний телеграф. У тому ж році він подав заявку на винахід пристрою «для запису і відтворення в кольорі форм і рухів». У 27 років Шарль опублікував працю під назвою «Загальне вирішення проблем кольорової фотографії» (Solution générale du problème de la photographie des couleurs), а також «Огляд можливих зв'язків з планетами».
Але крім занять наукою, він все-таки приділяє деякий час і літературній діяльності. Пише вірші і повісті, які виходять в друк вкрай рідко. Єдиною збіркою його творінь стане «Сандалова скринька» (Le Coffret de santal), яка вийде мікроскопічним тиражем. Зате він досяг значного успіху в жанрі монологів, які стали особливо популярні в Франції в кінці XIX сторіччя, завдяки популярному тоді акторові Коклену-мол. В цей час він розлучається зі своєю любов'ю Ніною, а незабаром одружується на датчанці Марії Хьярдемааль, з якою у них народиться двоє синів.
Однак до всіх його літературних і наукових занять знову додаються його головні захоплення: алкоголь, галасливе життя, салони та літературні читання — все, чим славилася Франція в 1870—1880-х роках. З 1869 року його вірші стали з'являтися в літературному журналі «Парнас» разом з Малларме, Вільє і Верленом, що робить його популярною фігурою в Латинському кварталі Парижа.
Постійні претензії з боку родини повертають його в нормальне середовище, він знову починає працювати. Так, коли Кро виповнилося тридцять, він почав дослідження слухового сприйняття і опублікував працю «Принципи механізму мозку». А 30 квітня 1877 року, коли йому було 35 років, він подає в Академію наук опис «палефона» — апарату для запису і відтворення мови. У жовтні того ж року побачив світ патент Томаса Едісона на «удосконалення інструменту для контролювання і відтворення звуків», і 11 грудня 1877 року в журналі «Рапель» Віктор Меньє помістив статтю під заголовком «Пан Шарль Кро загнав звук в пляшку» про фонографі французького винахідника.
Зрештою заняття наукою набридли йому, і він починає просте і розмірене життя. Але незабаром помирає його дружина — Марія Хьярдемааль, що призводить його в глибокий розлад. У 1888 році Шарль Кро помер на руках у свого старшого брата-лікаря Антуана, який згодом дасть висновок «помер від повної неузгодженості внутрішніх органів».

## Кро і музика
У 1947 у Франції групою музикантів і музичних критиків була заснована Академія Шарля Кро, яка, зокрема, вручає щорічні премії за кращі диски року в декількох номінаціях.
Пісні на вірші Шарля Кро виконували Бріжітт Бардо і Жульєт Греко.